# Хомем, Лопу

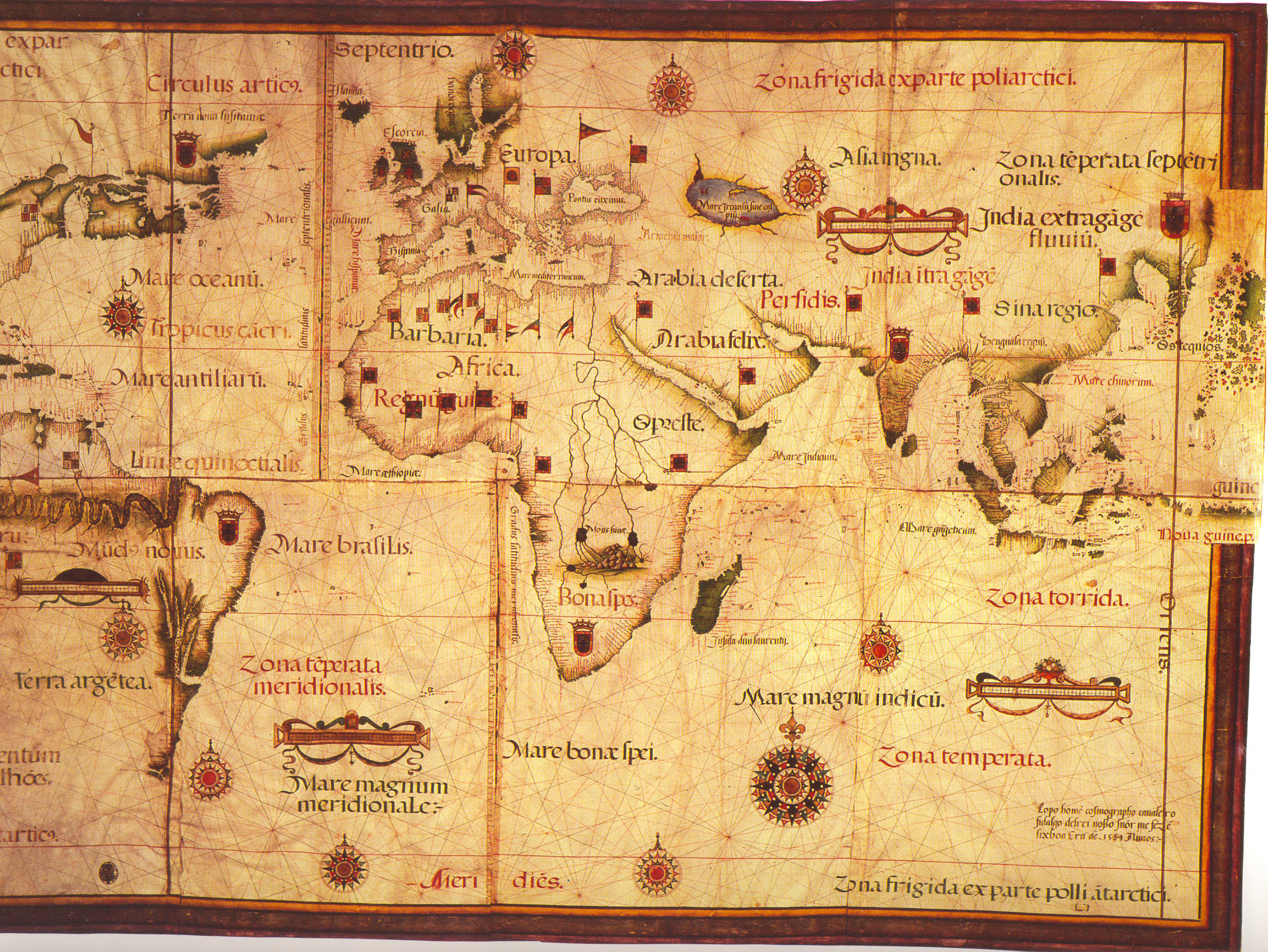
Карта мира Лопу Хомема. 1554

Лопу Хомем (порт. Lopo Homem; около 1497—после 1572) — португальский картограф и космограф.
В 1517 году король Мануэл I, учитывая заслуги Лопу Хомема, предоставил ему право на сертификацию и внесение поправок на морские корабельные компасы. В 1524 году король Португалии Жуан III продолжил действие этого права.
В 1519 году Лопу Хомем участвовал в создании географического атласа, известного как «Атлас Миллера», состоящего из 12 карт. Создание атласа происходило при участии отца и сына Рейнелей — Педру и Жоржи (порт. Jorge Reinel). Иллюминированы карты предположительно миниатюристом Антонием Голландским (порт. António de Holanda). Особенно интересно обстоятельное изображение в атласе карты Бразилии, выполненное менее чем через 20 лет после открытия этой страны Кабралом.
Около 1529 года Лопу Хомем участвовал, как представитель Португалии на переговорах между королями Португалии и Испании для заключения Сарагосского договора.

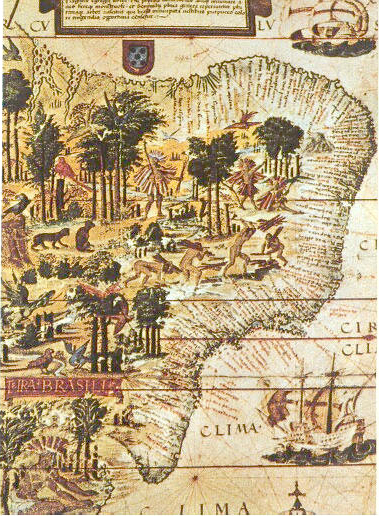
Фрагмент карты Бразилии из Атласа Миллера

"Terra Brasilis" из «Атласа Миллера», 1519, Национальная библиотека Франции.

В 1531 году Лопу Хомем получил пожизненную пенсию в размере 20 000 португальских реалов, в 1532 году она была увеличена ещё на 5000 реалов.
Известно, что с 1565 года он проживал в Лиссабоне . Кроме «Атласа Миллера» (1519), ему принадлежит карта мира, датированная 1544 годом, хранящаяся ныне в Музее Галилея во Флоренции, Италия.
Его сын Диого Хомем, также был картографом, который жил и работал в Англии и Венеции.